# 石井吉春
石井 吉春（いしい よしはる、1954年1月17日 - ）は、日本の公共政策研究者、公共政策コンサルタント。北海道大学名誉教授。日本港湾協会企画賞受賞。
日本政策投資銀行地域政策研究センター副所長、北海道大学公共政策大学院長、北海道自治体学会代表運営委員、苫東代表取締役会長、北海道運輸交通審議会会長等を歴任した。

## 人物・経歴
宮城県仙台市出身。1972年創価高等学校卒業。1976年一橋大学商学部卒業、北海道東北開発公庫（現日本政策投資銀行）入庫。大学同期に高橋はるみ北海道知事がいる。財務副大臣等を務めた公明党の富田茂之衆議院議員は高校・大学の友人。
1983年国土庁出向。1992年北海道東北開発公庫開発企画部開発課長。1999年日本政策投資銀行総務部次長。2000年日本政策投資銀行総務部参事役兼地域政策研究センター副所長。2002年日本政策投資銀行総務部審議役兼政策金融評価室長。2003年日本政策投資銀行四国支店長。
2005年北海道大学公共政策大学院教授。2015年から2017年まで北海道大学公共政策大学院長。2015年から2016年まで北海道自治体学会代表運営委員。2016年株式会社苫東取締役会長。2016年から2018年まで大学基準協会公共政策系専門職大学院認証評価委員会委員長。2017年北海道大学公共政策大学院特任教授。
この間北海道運輸交通審議会会長等を務め、JR北海道の維持困難路線に関する検討等にあたり、2018年には8線区の維持を求める内容の交通政策総合指針案を高橋はるみ北海道知事に答申した。
2019年株式会社苫東代表取締役会長、北海道大学公共政策大学院客員教授、北海道大学公共政策大学院附属公共政策学研究センター研究員、北海道大学名誉教授、北海道公安委員会委員、JR北海道経営改善委員会委員、札幌市札幌丘珠空港利活用検討委員会委員長、北海道観光振興税に係る懇談会座長。2020年北洋銀行監査役、北海道新型コロナウイルス感染症対策有識者会議座長。
『港湾整備と地域経済の発展 苫小牧港と北海道の未来』により2015年度日本港湾協会企画賞受賞。自治体学会運営委員、北海道航空ネットワーク検討会議委員長、北海道フードロジスティクス・イノベーション推進協議会座長、北海道地域づくりアドバイザー、高知県観光特使、江別市行政改革推進委員会委員長、国土交通省北海道開発局事業審議委員会委員、新幹線ほくとう連携研究会座長、稚内市一般廃棄物最終処分場整備・運営事業者選定審査委員会委員長、旭川市の高等教育を考える会議委員、経済産業省事業化評価委員、室蘭市地域医療あり方検討会会長、札幌市北区民センター指定管理者選定委員会委員長、根室市創生有識者会議委員、北海道伊達市みらい塾講師等も歴任した。

## 著書
- 『港湾整備と地域経済の発展 苫小牧港と北海道の未来』北海道新聞社 2014年